# Nate Mann
Nate Mann är en amerikansk skådespelare.
Mann har bland annat medverkat i TV-serierna Apples Never Fall och Masters of the Air. Han har även medverkat i filmen Licorice Pizza.

## Filmografi (i urval)
- 2021 – Licorice Pizza
- 2024 – Apples Never Fall (TV-serie)
- 2024 – Masters of the Air (TV-serie)